# SS Myoko Maru

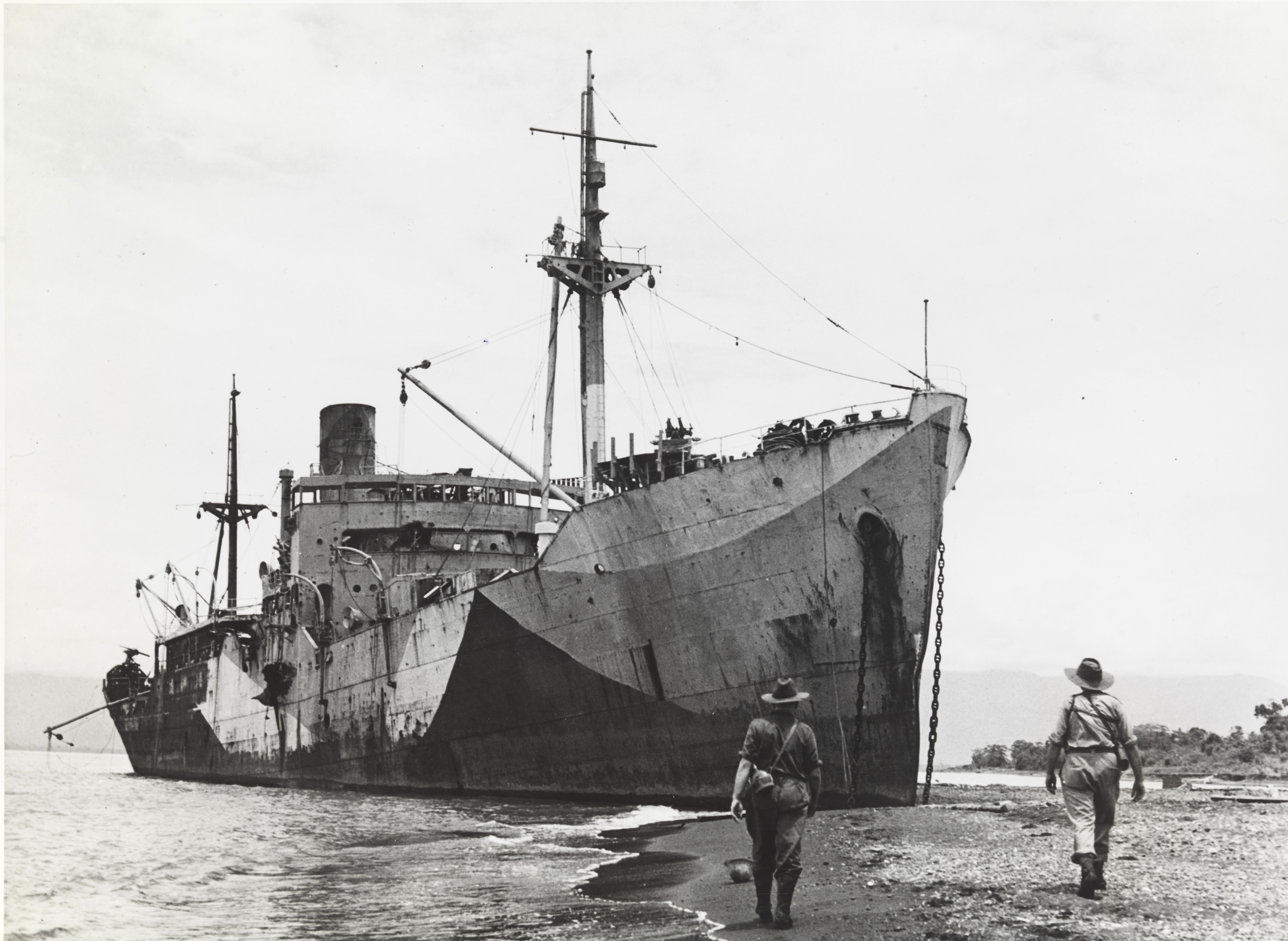
O navio naufrado japonês Myoko Maru encalhado em Malahang em setembro de 1943.

O SS Myoko Maru foi um navio de carga 2,103 de arqueação bruta construído pela Mitsubishi Jukogyo Kabushiki Kaisha, em Yokohama, para a Nippon Yusen Kabushiki Kaisha, em 1939. O navio foi transferido para Toa Kaiun Kabushiki Kaisha em 1939 e foi requisitado em 1941 pelo exército imperial japonês durante a Segunda Guerra Mundial.